# Diarsentetraiodid
Diarsentetraiodid ist eine anorganische chemische Verbindung des Arsens aus der Gruppe der Iodide.

## Gewinnung und Darstellung
Diarsentetraiodid kann durch Reaktion aus den Elementen bei 240–260 °C unter Druck gewonnen werden.

## Eigenschaften
Diarsentetraiodid ist ein Feststoff der in Form von roten Prismen vorliegt. Er ist an der Luft außerordentlich zersetzlich und zersetzt sich in Wasser zu Arsen und Arsentriiodid.
{\displaystyle \mathrm {3As_{2}I_{4}\longrightarrow 2\ As+4\ AsI_{3}} }